# Кугаиттепа
Кугаиттепа (узб. Kugaittepa) — городище в Ташкенте, археологический памятник I—XVI вв, представляющий собой сохранившуюся часть большого городища Ногайкурган. В городище обнаружена старейшая храмовая постройка на территории современного Ташкента. 
Входит в список «Объектов материального культурного наследия Узбекистана республиканского значения». 

## Расположение
Городище находится в юго-западной части Ташкента на улице Саади Сергелийского района, на берегу канала Салар в 4 км выше по течению от археологического памятника Шаштепа.

## Характеристика
Представляет из себя часть более крупного городища Ногайкурган, не сохранившегося до нашего времени из-за интенсивного строительства и размыва водами Салара. Сохранилась лишь небольшая часть цитадели и два холма шахристана сильно подрытые при проведении земляных работ. Городище имеет форму трапеции вытянутой вдоль берега канала. Толщина культурного слоя нижнего горизонта составляет около 4 метров. Время основания городища относится к периоду культуры Каунчи II. Для этого временного отрезка характерно отсутствие монументальных построек, основные находки: керамическая посуда, зернотёрки, очажные подставки в виде головы быка, орудия труда сделанные из железа, наконечники стрел и украшения, характерны для раннего периода каунчинской культуры.
Ко второму периоду (конец III—IV вв), относится возведение внешней оборонительной стены и цитадели, которая представляет собой мощное фортификационное сооружение с помещениями для знати. Стены цитадели сложены из сырцового кирпича на фундаменте из пахсы, ширина стен у основания достигает 4 метров. Внешняя часть крепостной стены имеет более позднюю надстройку высотой 3 метра и шириной 2 метра. На шахристане расчищены остатки помещений со стенами из сырцового кирпича, относящиеся к III—V вв, выявлены следы металлолитейного производства. Раскопана общественно-культовая постройка, являющаяся древнейшим храмовым комплексом на территории современного Ташкента. Комплекс был построен на вымощенной сырцовым кирпичом платформе небольшой высоты (0,3 метра). В его центре находился двор прямоугольной формы, окружённый мощной стеной из пахсы, вдоль восточной стены находилась суфа. На центральной оси двора были помещены алтарный очаг, ямка с золой и чаша-курильница, которые были огорожены частоколом из жердей. С внешней части стены к постройке примыкали подсобные помещения, стоящие на той-же платформе. Храмовый комплекс существовал на протяжении VI—начала VIII вв и был разрушен пожаром вместе с другими постройками в первой трети VIII века, во время арабского завоевания.
Впоследствии город, находящийся на одном из торговых путей между Чачем и Согдом, вновь возрождается. Ю. Ф. Буряков отождествляет Кугаиттепу с Банункентом, упоминающимся арабскими историками и географами IX—X вв. По другим данным город длительное время находился в упадке, культурные слои городища относящиеся к IX — первой половине X вв практически не представлены материальными следами, обжитая территория также резко сокращается в этот период времени. И только с конца X по XII вв, к которым относится время наращивания стен цитадели, городище пережило кратковременный расцвет. Вторично прекратило своё существование в первой трети XIII века вследствие монгольского нашествия. Впоследствии территория городища было незначительно обжита только в XV—XVI вв.
Многочисленные находки типичной для культуры Ковунчи II керамики, преимущественно ручной лепки: кувшины, хумы, фрагменты чаш, из более позднего периода тонкостенные чаши и кувшины, изготовленные на гончарном круге, глазурованная и неполивная керамика XI—XII вв, часть очага в виде бычьей головы, котлы и жаровни. Вся найденная керамика соответствует находкам этого периода в Мингурюке и Ханабадтепе. Значительное количество костей мелкого и крупного рогатого скота, лошадей, свиней, верблюдов, ослов, собак и диких животных.

## История открытия и изучения
Отмечено в 1868 году В. В. Верещагиным. Осмотрено в 1896 году Е. Т. Смирновым, в 1899 году Туркестанским кружком любителей археологии (ТКЛА). В разное время обследования производились: И. А. Кастанье (1913), В. Э. Эгертом (небольшие раскопки, 1916), М. Е. Массоном (обследование со съёмкой плана, 1923); отмечен: А. А. Потаповым (1929), В. Д. Жуковым, А. Каххаровым, А. И. Треножкиным (1939). В 1926 году М. Е. Массоном была зарегистрирована монета варварского подражания чекану Васудевы I, найденная на месте раскопок. 
В 1954 году городище изучалось С. Б. Луниной и З. И. Усмановой, выделивших на Кугаиттепа культурный слой относящийся к эпохе рабовладельческого общества и слой XI—XII вв. В 1966 году археологическое наблюдение вёл Ю. Ф. Буряков. В 1969, 1972, 1978—1981 годы производились раскопки Ташкентской археологической экспедицией (Д. Г. Зильпер, А. А. Грицина).